# Nachtmystium
A Nachtmystium egy amerikai black metal együttes.

## Története
2000-ben alakultak az Illinois állambeli Wheatonban. Nevük a német "Nacht" (éjszaka) és a kitalált "mystium" szó keresztezése. Blake Judd és Pat McCormick alapították. Fő zenei hatásuk a Burzum és a Darkthrone volt, ez főleg a 2002-es első nagylemezükön érződik. A zenekar továbbá több együttest és előadót is megjelölt, kezdve Tori Amostól a Sleepen át a Danzigig. A második albumuk volt az utolsó black metal hangzású lemezük, onnantól kezdve pszichedelikus rock hatású (ám továbbra is black metal hangzású) lemezeket készítettek. Lemezeikről pozitívan nyilatkoztak a metal témájú magazinok, illetve weblapok, továbbá a metal magazinok jelentősen foglalkoztak a zenekarral. A zenekarról többen azt hitték, hogy nemzetiszocialista black metal együttes. Ezt bizonyítja azt is, hogy a korai albumaikat (például a második demójukat és az első nagylemezüket) nemzetiszocialista black metal zenekarokra szakosodott kiadók jelentették meg. A 2009-es Scion Rock Festivalon nem léphettek fel a szponzor, a Toyota kérésére. Az együttes tagjai elmondták, hogy nem támogatják a nemzetiszocialista irányzatot.
A zenekarban sűrűek voltak a tagcserék, egyedül Blake Judd képviseli a kezdettől fogva az együttest.
Blake Judd 2020-ban feloszlatta a zenekart, hogy további zenei projektekre koncentráljon, illetve szóló karrierjére.

## Diszkográfia
Stúdióalbumok
- Reign of the Malicious (2002)
- Demise (2004)
- Instinct: Decay (2006)
- Assassins: Black Meddle, Part I (2008)
- Addicts: Black Meddle, Part II (2010)
- Silencing Machine (2012)
- The World We Left Behind (2014)

Demók
- Holocaust of Eternity (2000)
- Unholy Terrorist Cult (2001)

EP-k
- Nachtmystium (2003)
- Eulogy IV (2004)
- Worldfall (2008)
- Doomsday Derelicts (2009)
- Resilient (2018)

Split lemezek
- Nachtmystium/Zalnik (2001)
- Nachtmystium/Xasthur (2004)
- Daze West (Nachtmystium / Krieg split lemez, 2005)
- Nachtmystium/Murmur (2011)

Koncertalbumok
- Live Onslaught (2002)
- Live Blitzkrieg (2003)
- Live Onslaught 2 (2005)
- Visual Propaganda: Live from the Pits of Damnation (DVD, 2005)
- Live at Roadburn MMX (2011)

Válogatáslemezek
- The First Attacks 2000-2001 (2004)
- Retox: Remixes and Rarities (2017)